# アリキ・ステルギアドゥ
アリキ・ステルギアドゥ（Aliki Stergiadu、1972年10月5日 - ）は、旧ソビエト連邦出身の女性フィギュアスケートアイスダンス選手。1994年リレハンメルオリンピックアイスダンスウズベキスタン代表。1991年世界ジュニア選手権優勝。パートナーはユーリス・ラザグリアエフ。

## 経歴
旧ソビエト連邦時代、ユーリス・ラザグリアエフとカップルを結成し出場した1990-1991年シーズンの世界ジュニア選手権で優勝を果たす。ソビエト連邦崩壊後はラトビアへ移り、ラトビア所属選手として1992年世界選手権に出場し10位。同シーズン終了後、ウズベキスタンへ移り、以後ウズベキスタン代表として活動を始めた。
1993-1994年シーズンのNHK杯で3位となったが、リレハンメルオリンピックでは13位に終わった。オリンピック終了後、ユーリス・ラザグリアエフとのカップルを解消。 

## 主な戦績
| 大会/年       | 1990-91 | 1991-92 | 1992-93 | 1993-94 |
| ------------- | ------- | ------- | ------- | ------- |
| オリンピック  |         |         |         | 13      |
| 世界選手権    |         | 10      | 10      | 11      |
| NHK杯         |         |         |         | 3       |
| 世界Jr.選手権 | 1       |         |         |         |